# Mikołajewice (powiat pabianicki)

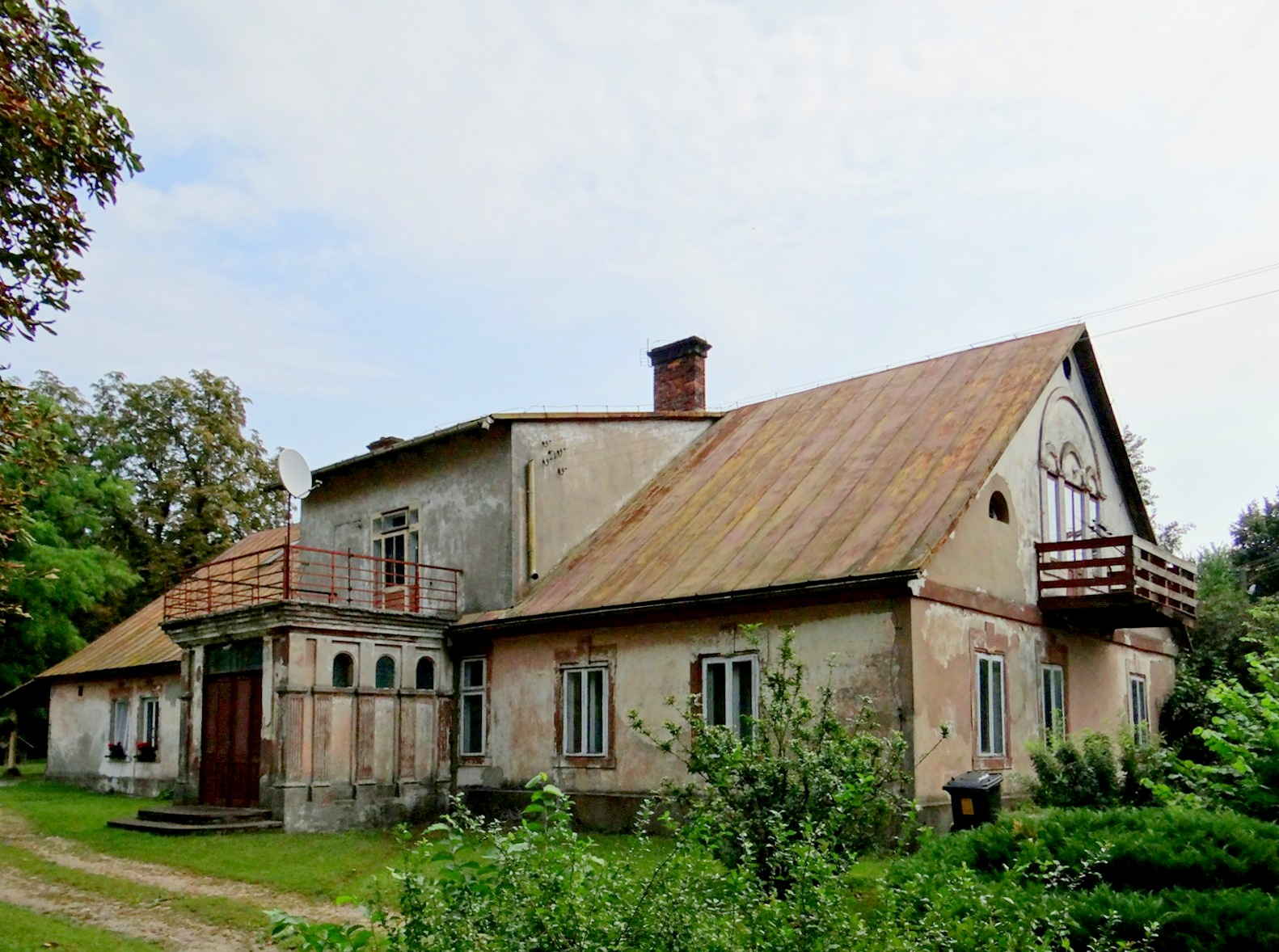
Dwór z pocz. XIX w.

Mikołajewice – wieś w Polsce położona w województwie łódzkim, w powiecie pabianickim, w gminie Lutomiersk.
| SIMC    | Nazwa                | Rodzaj    |
| ------- | -------------------- | --------- |
| 0705960 | Mikołajewice-Kolonia | część wsi |

Miejscowość położona jest na Wysoczyźnie Łaskiej.

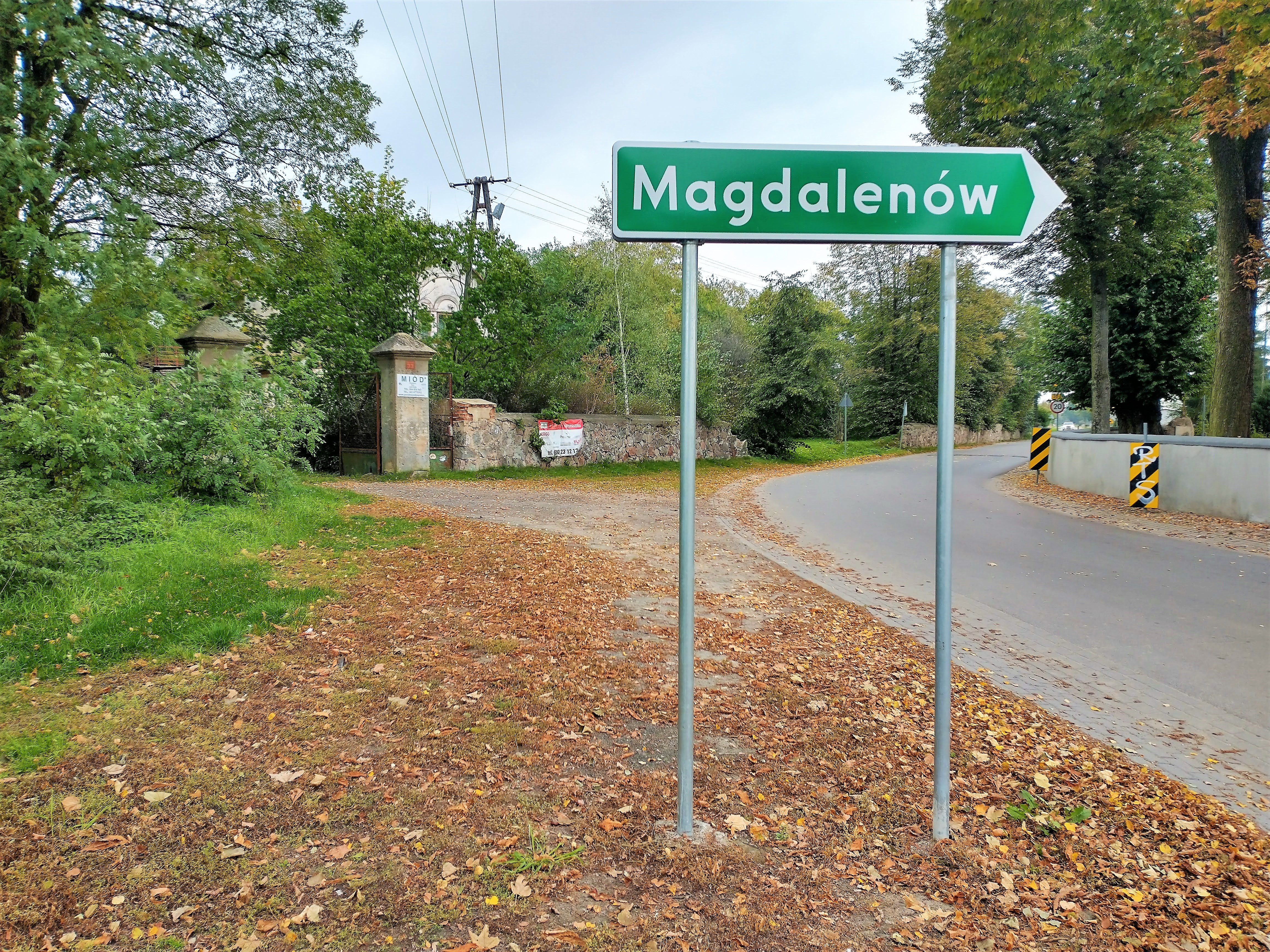
Fragment wsi

Pierwszymi wspomnianymi w zapiskach właścicielami tej wsi byli Mikołajewscy. Po nich dobrami władali Walewscy, potem – Bobrowniccy. Według danych z herbarza Niesieckiego Kazimierz Borownicki, sędzia ziemski i rotmistrz brał udział w wojnie przeciwko Moskwie, bronił Homla i był wzięty do niewoli przez kozaków atamana Zołotarenki. Od Bobrownickich, drogą ożenku, majątek ten dostał się Sroczyńskim, z których Stanisława i jego syna Kazimierza zamordowali Niemcy podczas okupacji. 
W latach 1975–1998 miejscowość należała administracyjnie do województwa sieradzkiego.
Jest tu kościół paraf. Narodzenia NMP oraz św.św. Piotra i Pawła. Pierwotny – wzniesiony w 1420 r., obecny w latach 1711–1720, przebudowany i rozbudowany w r. 1774 i 1812 poprzez dodanie wieży. Jest to budowla orientowana, drewniana, konstrukcji zrębowej, oszalowana, trójnawowa z węższym prezbiterium zamkniętym wielobocznie. Na osi fasady kwadratowa wieża. Przy nawie – od pd. murowana neogotycka kaplica z 1880 r. Nawa główna oddzielona od bocznych czterema parami kolumn o rzeźbionych kapitelach. Chór muzyczny wsparty na 4 kolumnach. Dach dwuspadowy. Wyposażenie przeważnie barokowe. W zakrystii, nad drzwiami, wisi portret Piotra Zdzychowskiego, komornika sieradzkiego, namalowany w 1703 r. Tenże Piotr, wraz z bratem Szymonem, podpisał elekcję króla Polski Jana III Sobieskiego.
Bobrowniccy tu też zbudowali istniejący jeszcze dwór, najprawdopodobniej na pocz. XIX w.